# Lövsta tegelbruk

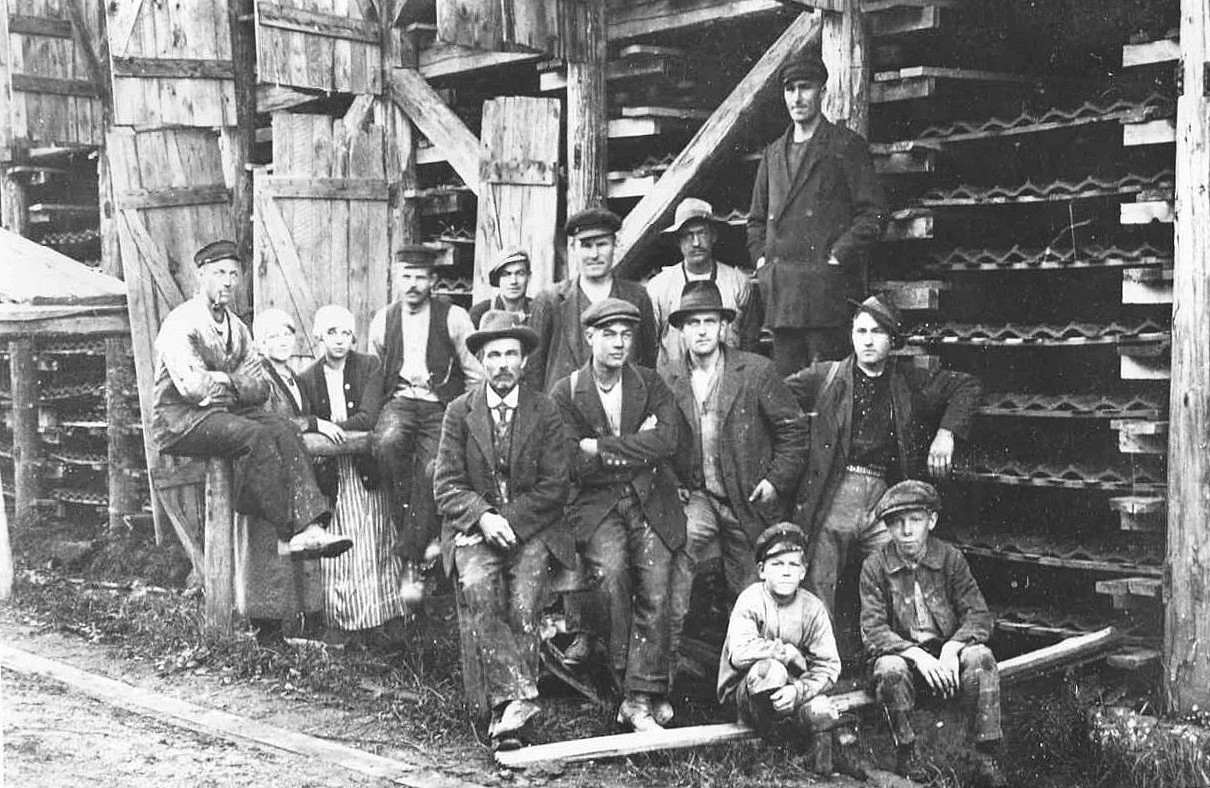
Arbetare vid Lövsta tegelbruk 1915.

Lövsta tegelbruk (stavas även Löfsta) var ett tegelbruk beläget vid Mälaren på västra sidan av Enhörnalandet i nuvarande Södertälje kommun. Bruket existerade mellan 1879 och 1924.

## Bakgrund
På halvön Enhörna låg ett tiotal dokumenterade tegelbruk som har varit i drift från medeltiden ända fram till 1979 då Sundsörs tegelbruk lade ner sin produktion. Brukens blomstringstid rådde från mitten av 1800-talet och en bit in på 1900-talet när efterfrågan av murtegel och andra tegelprodukter var som störst i det växande Stockholm. Tegelbruken var knutna till några gårdar som på så vis kunde förbättra sin inkomst.

## Bruket
Lövsta tegelbruk var en mindre tegelfabrik som hörde till Lövsta gård och anlades mellan 1876 och 1879 vid Noraviken (nuvarande Tegelviken) söder om dagens Parkudden-Lövsta naturreservat. Initiativtagare och ägare var Johan Nordenfalk den yngre. Här fanns tegellada, arbetarkasern, ugnar, räls och en lastbrygga intill vattnet varifrån produkterna skeppades med pråm huvudsakligen till Stockholm. Anläggningens maskiner drevs av en ångmaskin på 10 hästkrafter. Man producerade murtegel (bland annat stortegel) och taktegel. År 1902 hade bruket 24 arbetare och tillverkningen låg vid 485 000 murtegel och 30 000 taktegel. På 1920-talet arrenderas Lövsta tegelbruk av Mälardalens tegelbruk men redan 1924 lades produktionen ner då leran tog slut.
Idag existerar bara arbetarkasernen, som är en gulputsad tegelbyggnad i starkt förfall. På platsen för bruket ligger numera Lövsta båtklubb. I vattnet vid strandkanten vittnar stora mängder av tegelskärvor om den tidigare verksamheten.

## Nutida bilder

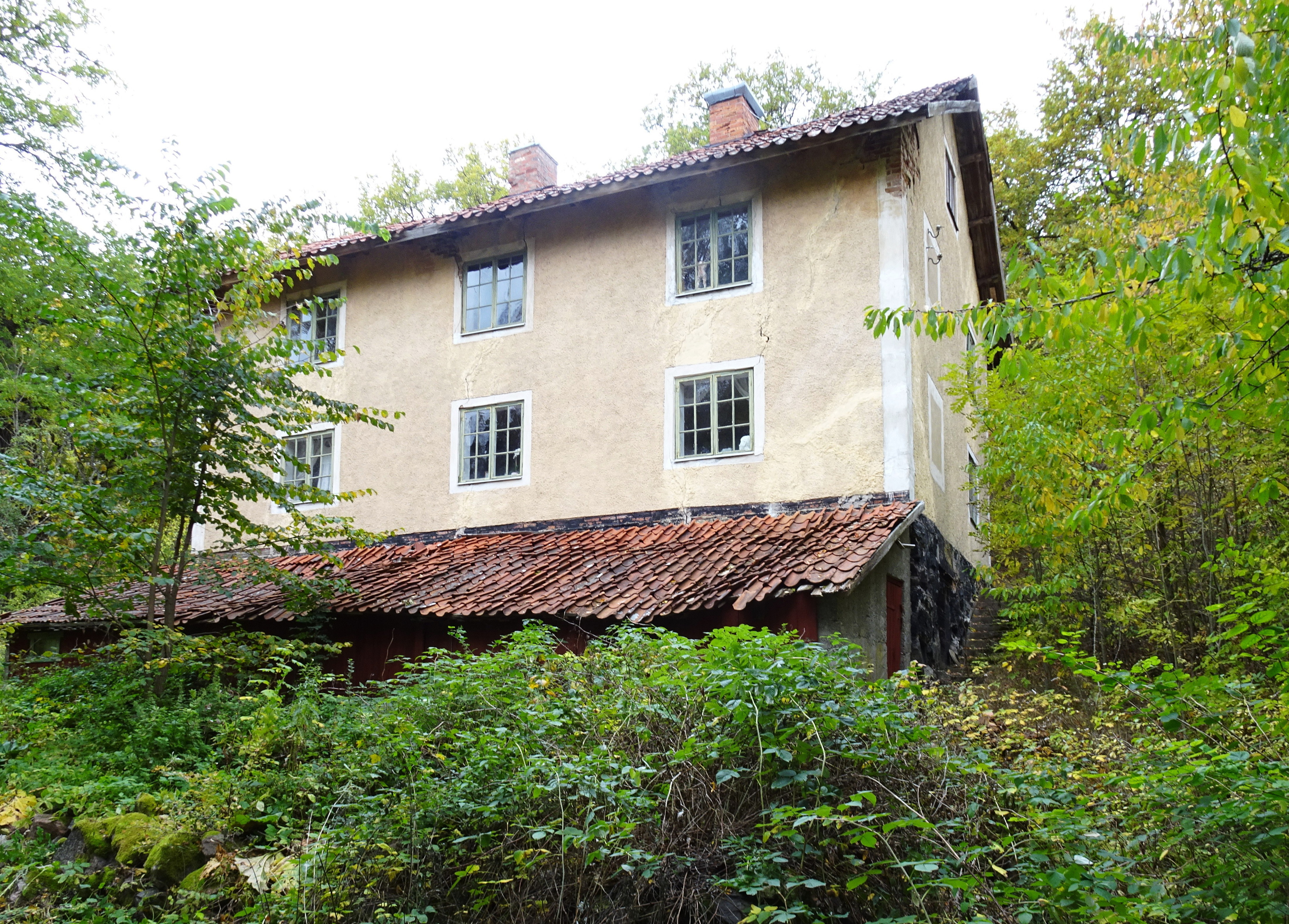
Arbetarkasernen
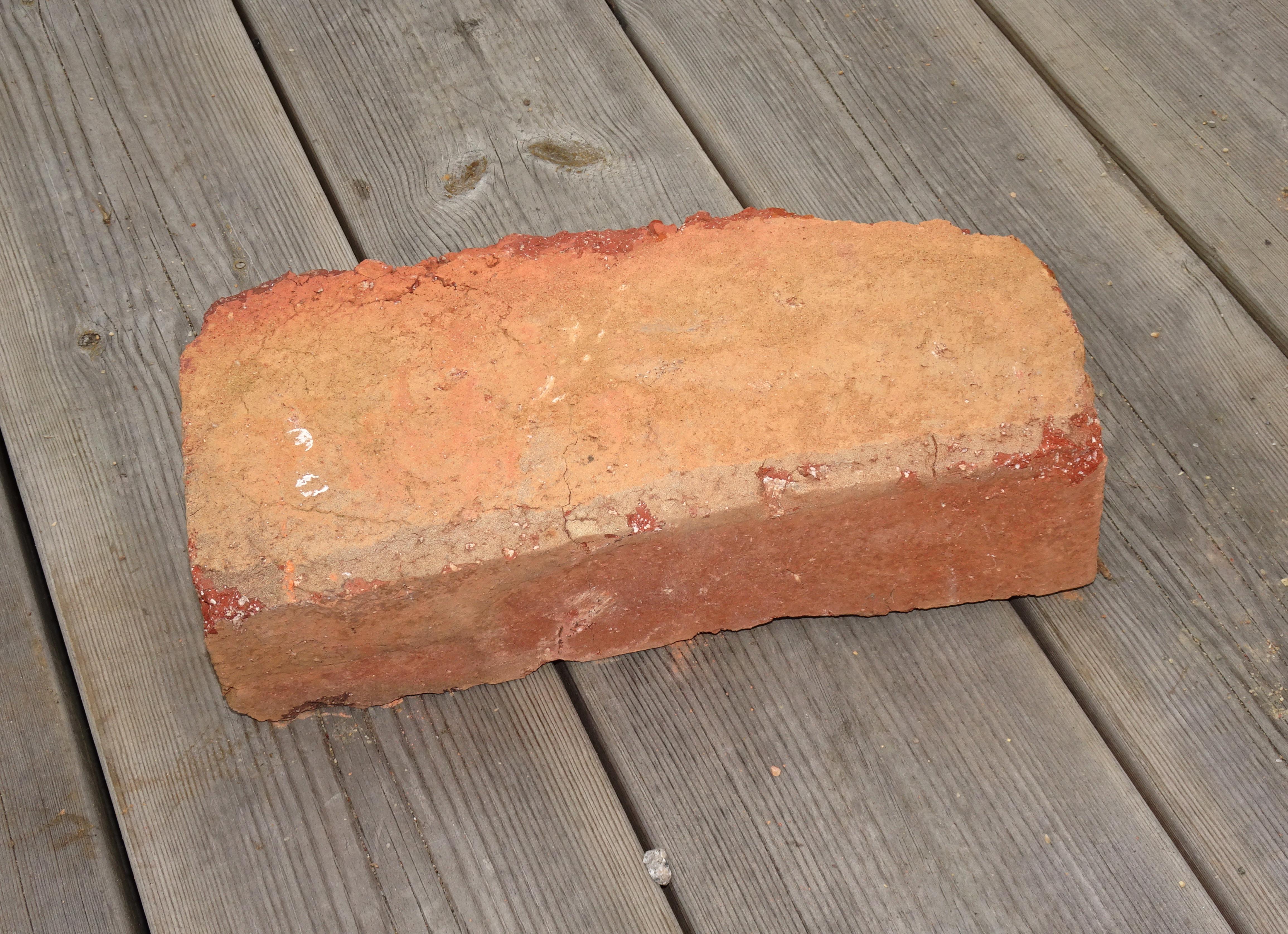
Ett stortegel från bruket
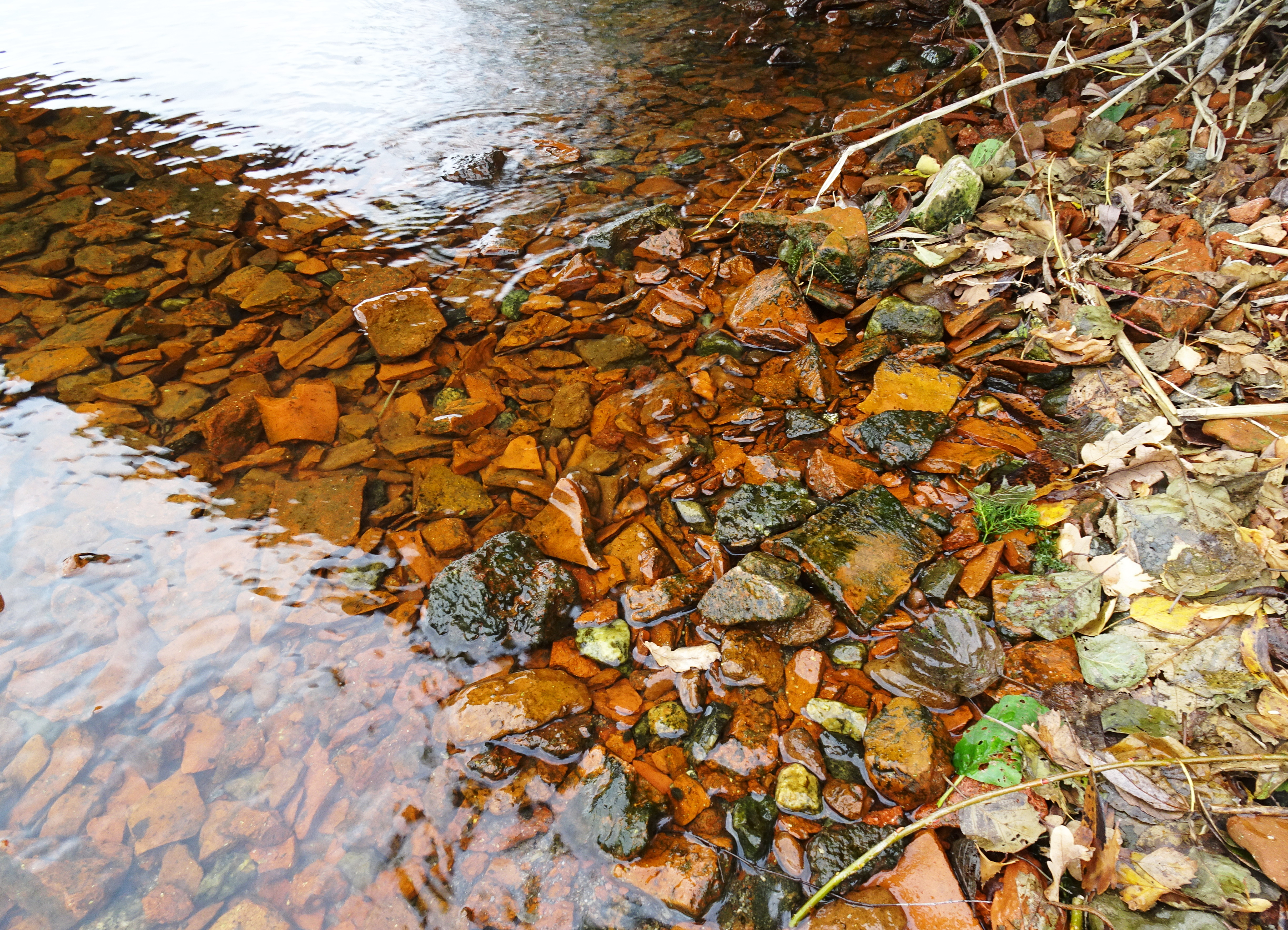
Tegelskärvor i strandkanten
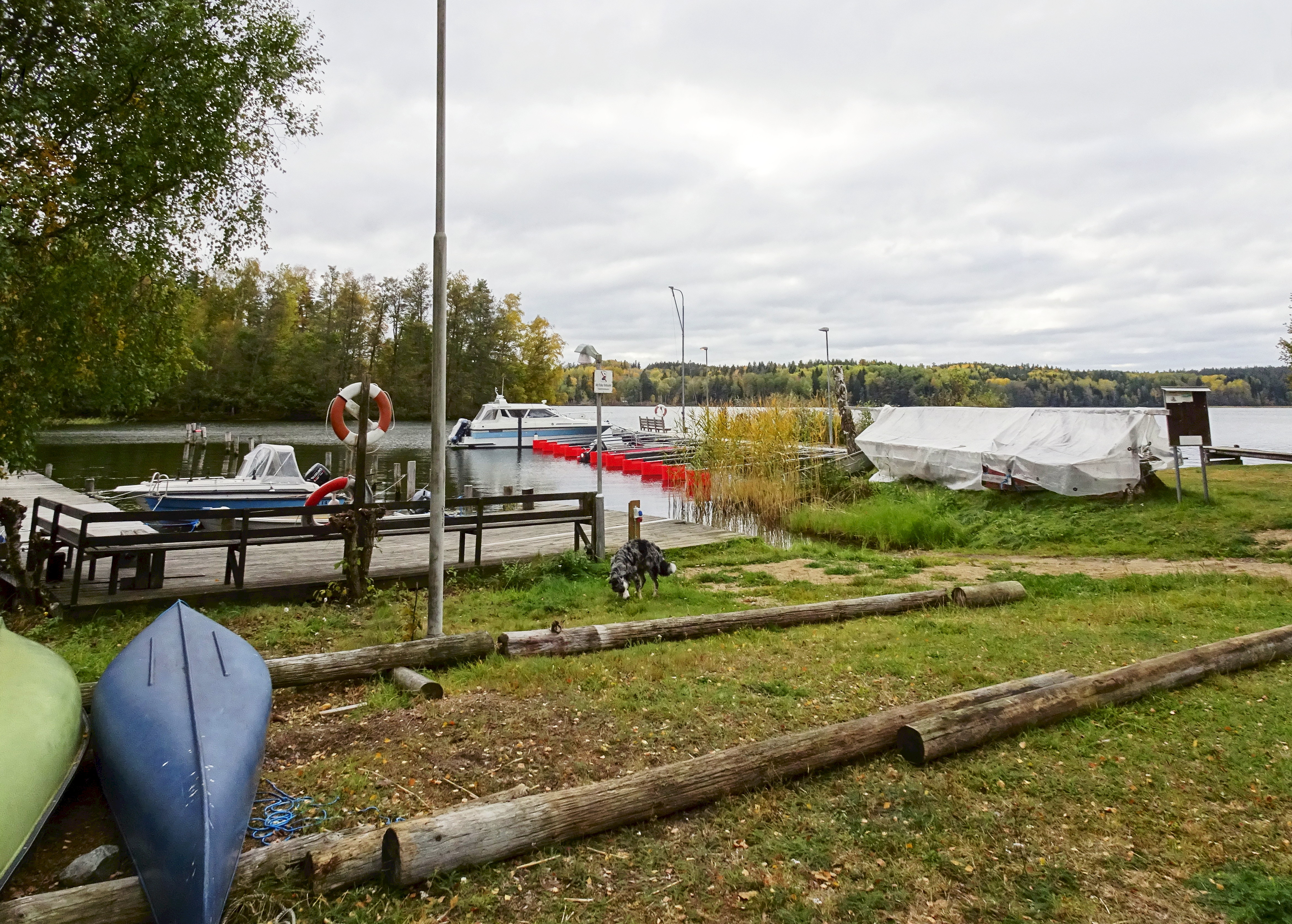
Området idag: Lövsta båtklubb